# هاري ميلز والكوت
هاري ميلز والكوت (بالإنجليزية: Harry Mills Walcott)‏ هو رسام أمريكي، ولد في 6 يوليو 1870، وتوفي في 4 نوفمبر 1944.